# Passage Alexandrine
Le passage Alexandrine est une voie du 11e arrondissement de Paris, en France.

## Situation et accès
Le passage Alexandrine est situé dans le 11e arrondissement de Paris. Il débute au 44, rue Léon-Frot et se termine au 27, rue Émile-Lepeu.

## Origine du nom
Elle porte le nom d'Alexandrine, prénom de la fille d'Émile Lepeu, propriétaire des terrains sur lesquels cette voie a été ouverte.
Le passage Gustave-Lepeu et la rue Émile-Lepeu portent les noms de son père et de son frère.

## Historique
Le passage est créé en 1865, sous le nom de « passage Alexandrine-Lepeu » avant de prendre, au début du XXe siècle, le nom de « passage Alexandrine ».
En 1933, le Conseil municipal de la Ville de Paris délibère : « Les voies privées suivantes : passages Courtois, Alexandrine, cour Debille, passages Rauch et des Taillandiers, seront classées comme voies publiques dans le plus bref délai possible. »